# (999) Zachia
(999) Zachia és un asteroide del cinturó principal que va ser descobert per l'astrònom alemany Karl W. Reinmuth en 1923 des de l'observatori de Heidelberg-Königstuhl, Alemanya, i nomenat posteriorment en honor de l'astrònom hongarès Franz Xaver von Zach.
S'estima que el seu diàmetre és de 17,9 km. La seva distància mínima d'intersecció de l'òrbita terrestre és d'1,0529 ua.
Les observacions fotomètriques d'aquest asteroide recollides durant 1999 mostren un període de rotació de 22,77 ± 0,03 hores, i una lluentor de magnitud absoluta de 10,8.